# Шкили (Хорольский район)
Шкили (укр. Шкилі) — село,
Мусиевский сельский совет,
Хорольский район,
Полтавская область,
Украина.
Код КОАТУУ — 5324883217. Население по переписи 2001 года составляло 317 человек.

## Географическое положение
Село Шкили находится на левом берегу реки Сула,
выше по течению на расстоянии в 0,5 км расположено село Бурлаки,
ниже по течению на расстоянии в 0,5 км расположено село Мусиевка.
В 0,5 км расположено село Хоменки.
Река в этом месте извилистая, образует лиманы, старицы и заболоченные озёра.
Через село проходит автомобильная дорога Т-1709.

## История
Село образовано после 1941 года из хуторов Шкили и Бойки (Байковы)